# Łukasz Jałoza
Łukasz Jałoza (ur. 29 kwietnia 1985, zm. 17 października 2004) – polski siatkarz.

## Życiorys
Grał na pozycji środkowego; był wychowankiem MKS Hajnówka, później grał w MOS Wola Warszawa, w 2004 przeszedł do Avii Świdnik. W 2004 rozpoczął studia na Akademii Medycznej w Lublinie. Zdobył dwukrotnie mistrzostwo Polski juniorów w barwach  MOS Wola Warszawa i był w szerokiej kadrze narodowej Polski juniorów. W parze ze Zbigniewem Bartmanem z MOS Wola Warszawa zajął 2. miejsce w mistrzostwach Polski juniorów  w siatkówce plażowej.
Łukasz Jałoza był jednym z trzech siatkarzy Avii Świdnik, którzy ponieśli śmierć w wypadku drogowym w nocy 17 października 2004. Zginęli także Wojciech Trawczyński i Jakub Zagaja oraz kierowca klubowego busa Stefan Sznajder. Zawodnicy wracali z meczu serii B I ligi z Orłem Międzyrzecz. Między miejscowościami Pociecha i Bogucin (koło Lublina) bus wiozący siatkarzy zjechał na lewy pas jezdni i zderzył się z nadjeżdżającym z naprzeciwka Tirem.
Trzem zmarłym siatkarzom nadano tytuł honorowego obywatela Świdnika, ogłoszono także w mieście żałobę. Na wypadek zareagował Polski Związek Piłki Siatkowej, wydając decyzję o pozostaniu Avii Świdnik w lidze bez względu na uzyskane w dalszej części sezonu wyniki (Avia zawiesiła swoje mecze do końca rundy jesiennej).